# Sethian
Sethian – zespół heavymetalowy pochodzący z Finlandii. Został założony w 1998 w miejscowości Savonlinna, przez Tapio Wilske i Jussi Koponena.

## Muzycy

### Obecny skład zespołu
- Tapio Wilska – wokal prowadzący
- Jussi Koponen – gitara elektryczna, wokal wspierający
- Juuso Jalasmäki – gitara elektryczna, wokal wspierający
- Marco Kautonen – gitara elektryczna
- Sam Silvennoinen – gitara basowa
- Jukka Nevalainen – perkusja

### Muzycy sesyjni
- Tuomas Holopainen – instrumenty klawiszowe
- Nils Ursin – instrumenty klawiszowe
- Janne Järvensivu – wokal prowadzący
- Hanna Wilska – wokal prowadzący
- Pasi Kärkkäinen – instrumenty klawiszowe

## Dyskografia
- 1998 – Demo
- 2001 – The Dream Domain EP
- 2003 – Into the Silence